# HAAS (rachetă)

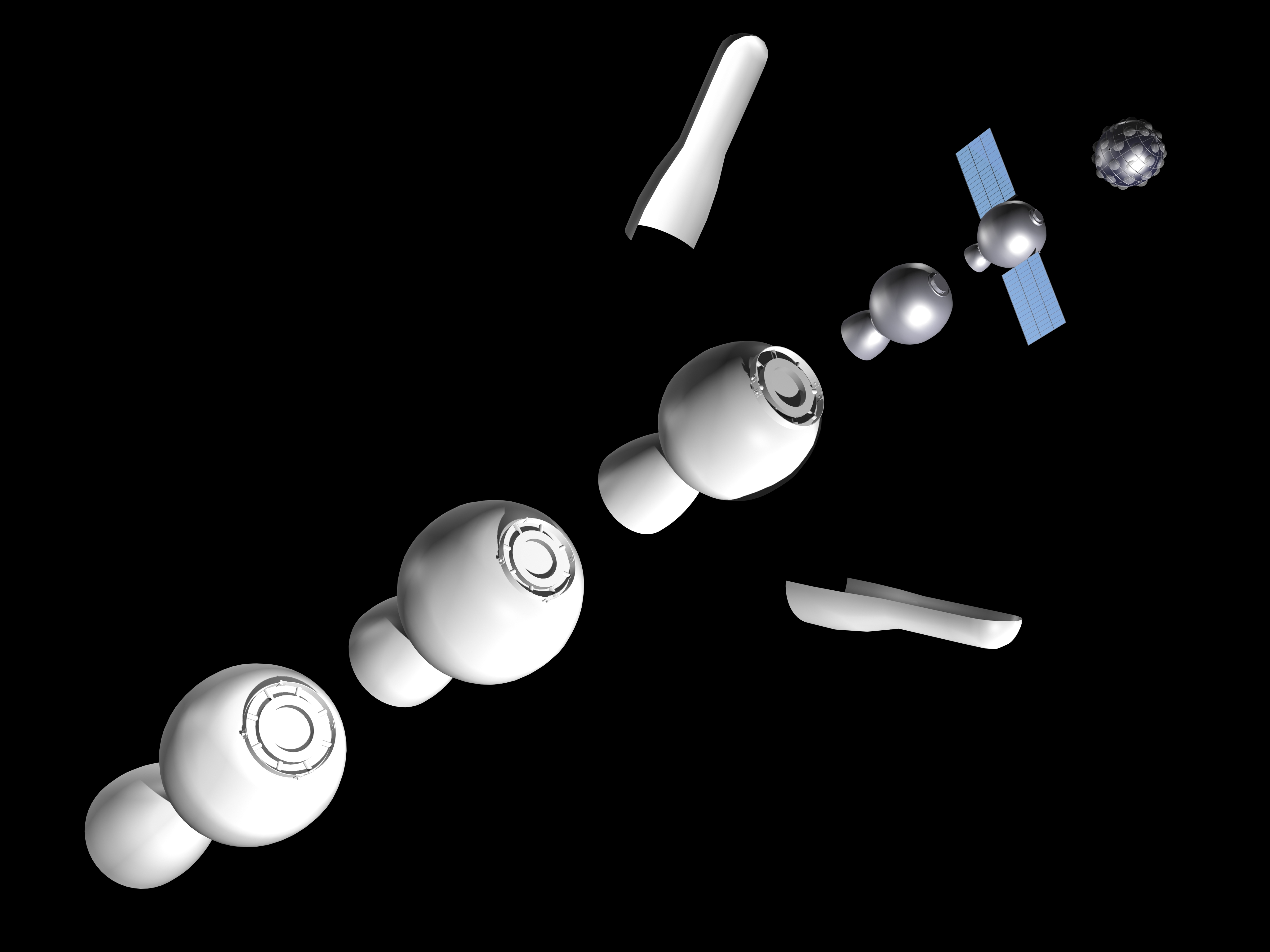
Racheta HAAS

Racheta HAAS, numită în cinstea pionierului austro-român Conrad Haas, este prima rachetă românească proiectată să transporte sateliți în spațiul cosmic.
HAAS este propulsată cu ajutorul motorului de rachetă Executor și va fi lansată de la altitudinea de 18 km cu ajutorul unui balon solar.
După ce va atinge viteza de 1200 km/h, va sta în spațiu aproximativ 60 de minute.
Primul zbor al rachetei HAAS este prevăzut pentru anul 2011, ocazie cu care va transporta modulul ELE - (European Lunar Explorer), pentru Google Lunar X Prize, o misiune în valoare de 30 de milioane $. Împreună cu modulul ELE, formează nava Helen, un proiect finanțat integral privat, al Asociației Române pentru Cosmonautică și Aeronautică (ARCA), și care face parte din Programul Spațial al României.
Vehiculul HELEN are trei etape: Demonstrator 2, Demonstrator 2B și Demonstrator 2C. Primele două au fost create între 2003-2004 în timpul concursului Ansari X Prize. Demonstrator 2C este o rachetă nouă construită în 2009.
Marina Militară Română va transporta în zona litoralului Mării Negre ansamblul de lansare compus din racheta HAAS, modulul ELE și cel mai mare balon solar din lume. Racheta va fi ridicată în stratosferă, la 14 km altitudine, de către acest balon produs tot de ARCA.
Racheta HAAS are mai multe variante:

## HAAS 2B
Haas 2B este o rachetă suborbitală pilotată ce are capacitatea de a transporta un echipaj de cinci oameni, în interiorul unei capsule. Haas 2B este proiectată pentru a concura pe piața de turism spațial privat suborbital.
Racheta și capsula sunt construite în principal din materiale compozite și din oțel inoxidabil 304 L pentru rezervorul de oxigen lichid. La partea din spate este amplasat motorul rachetă Executor 2, alimentat cu oxigen lichid și kerosen.
Date tehnice Haas 2B: 
- Lungime: 16,3 m
- Diametru: 2.4 m
- Greutate:  4020 kg
- Încărcătură maximă utilă: 2600 kg
- Altitudine maximă: 160 km
- Echipaj: 1 + 4

Capsula are o lungime de 3,43 m și diametrul de 2,4 m și este prevăzută cu două parașute și 11 hublouri pentru vedere în exterior.

## HAAS 2C

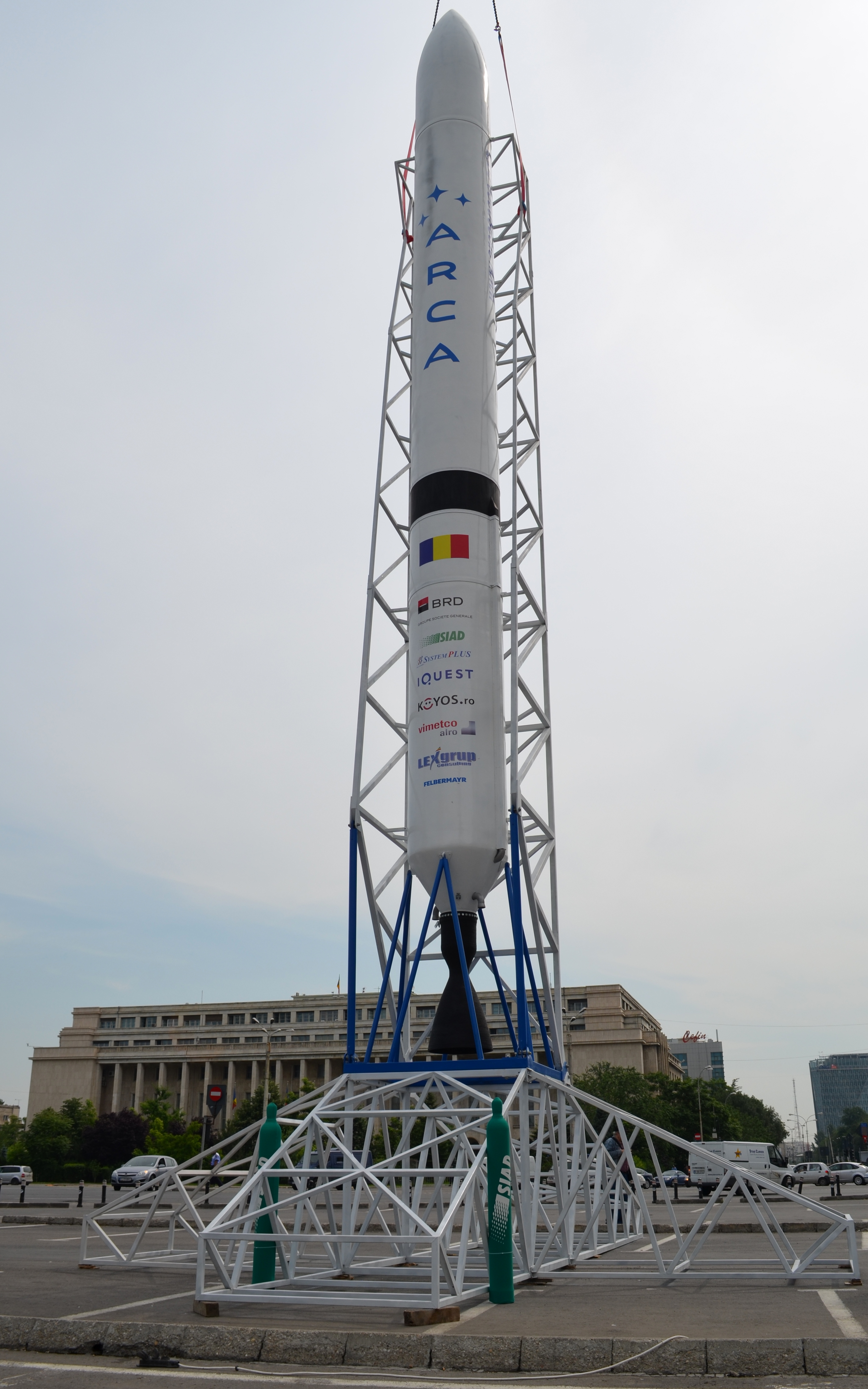
Racheta Haas 2C în Piața Victoriei

Haas 2C este o rachetă orbitală, cu două trepte, variantă cu 30%  mai mare. Prima treaptă este propulsată de motorul de rachetă Executor, treapta a doua de motorul Venator. Haas 2C a plasat pe orbită, în vara anului 2013, satelitul bulgăresc CubeMessenger, dar și un satelit românesc.
Detalii tehnice ale rachetei Haas 2C:
- Lungime: 18 m
- Diametru: 1,2 m
- Greutate: 510 kg
- Greutate cu combustibil: 16.000 kg
- Combustibil: oxigen lichid + kerosen [5]

## Super HAAS
Racheta orbitală Super Haas, în două trepte, este obiectivul final al Programului Spațial al României 2012 – 2025.
Prima treaptă este formată din 7 rachete Haas II, iar a doua treaptă va fi echipată cu două motoare Executor Plus, adaptate pentru zborul în vid.
Misiunea finală a rachetei este lansarea unui cosmonaut pe orbită, cu un vehicul românesc. Ulterior, racheta va fi adaptată ca lansator de sarcini utile comerciale.
Caracteristici tehnice:
- Lungime: 29 m
- Diametru: 3,8 m
- Greutate de lansare: 130 tone
- Tracțiune la start: 168 tone
- Greutatea sarcinii utile: 2,6 tone